# Světový pohár v běhu na lyžích 1986/1987
Světový pohár v běhu na lyžích 1986/87 byl šestým ročníkem Světového poháru v běhu na lyžích pod záštitou Mezinárodní lyžařské federace (FIS). Muži i ženy odjeli celkem 11 individuálních závodů a 6 štafet. Celkovými vítězi se stali Švéd Torgny Mogren a Finka Marjo Matikainenová.

## Výsledky závodů

### Muži
| No.                                         | Datum             | Místo      | Závod     | Vítěz             | 2. místo          | 3. místo                | Ref. |
| 1                                           | 10. prosinec 1986 | Ramsau     | 15 km V   | Gunde Svan        | Kari Ristanen     | Vegard Ulvang           |      |
| 2                                           | 13. prosinec 1986 | Cogne      | 15 km V   | Gunde Svan        | Torgny Mogren     | Vladimir Smirnov        |      |
| 3                                           | 20. prosinec 1986 | Davos      | 30 km K   | Thomas Eriksson   | Vladimir Smirnov  | Christer Majbäck        |      |
| 4                                           | 10. leden 1987    | Calgary    | 15 km K   | Harri Kirvesniemi | Torgny Mogren     | Christer Majbäck        |      |
| Mistrovství světa v klasickém lyžování 1987 |                   |            |           |                   |                   |                         |      |
| 5                                           | 12. únor 1987     | Oberstdorf | 30 km K * | Thomas Wassberg   | Aki Karvonen      | Christer Majbäck        |      |
| 6                                           | 15. únor 1987     | Oberstdorf | 15 km K * | Marco Albarello   | Thomas Wassberg   | Michail Devjatjarov     |      |
| 7                                           | 21. únor 1987     | Oberstdorf | 50 km V * | Maurilio De Zolt  | Thomas Wassberg   | Torgny Mogren           |      |
| 8                                           | 1. březen 1987    | Lahti      | 30 km V   | Alexej Prokurorov | Torgny Mogren     | Albert Walder           |      |
| 9                                           | 7. březen 1987    | Falun      | 30 km V   | Pierre Harvey     | Alexej Prokurorov | Torgny Mogren           |      |
| 10                                          | 14. březen 1987   | Kavgolovo  | 15 km K   | Torgny Mogren     | Vegard Ulvang     | Pål Gunnar Mikkelsplass |      |
| 11                                          | 21. březen 1987   | Oslo       | 50 km K   | Thomas Wassberg   | Per Knut Aaland   | Thomas Eriksson         |      |

### Ženy
| No.                                         | Datum             | Místo       | Závod     | Vítěz                   | 2. místo            | 3. místo                | Ref. |
| 1                                           | 10. prosinec 1986 | Ramsau      | 10 km V   | Marianne Dahlmo         | Natalia Furletova   | Susan Kuhfittig         |      |
| 2                                           | 13. prosinec 1986 | Val di Sole | 5 km K    | Brit Pettersenová       | Marie Johansson     | Grete Ingeborg Nykkelmo |      |
| 3                                           | 20. prosinec 1986 | Cogne       | 20 km V   | Grete Ingeborg Nykkelmo | Marianne Dahlmo     | Karin Thomas            |      |
| 4                                           | 10. leden 1987    | Calgary     | 10 km K   | Evi Kratzer             | Annika Dahlman      | Angela Schmidt-Foster   |      |
| Mistrovství světa v klasickém lyžování 1987 |                   |             |           |                         |                     |                         |      |
| 5                                           | 13. únor 1987     | Oberstdorf  | 10 km K * | Anne Jahrenová          | Marjo Matikainenová | Brit Pettersenová       |      |
| 6                                           | 16. únor 1987     | Oberstdorf  | 5 km K *  | Marjo Matikainenová     | Anfisa Rezcovová    | Evi Kratzer             |      |
| 7                                           | 20. únor 1987     | Oberstdorf  | 20 km V * | Marie-Helen Westinová   | Anfisa Rezcovová    | Larisa Lazutinová       |      |
| 8                                           | 28. únor 1987     | Lahti       | 5 km V    | Marjo Matikainenová     | Anfisa Rezcovová    | Antonina Ordinová       |      |
| 9                                           | 7. březen 1987    | Falun       | 30 km V   | Anette Bøe              | Marjo Matikainenová | Marianne Dahlmo         |      |
| 10                                          | 15. březen 1987   | Kavgolovo   | 10 km K   | Marjo Matikainenová     | Anfisa Rezcovová    | Marie-Helen Westinová   |      |
| 11                                          | 21. březen 1987   | Oslo        | 20 km K   | Brit Pettersenová       | Raisa Smetaninová   | Anne Jahrenová          |      |

### Týmové závody
| Datum             | Místo       | Závod       | Vítěz                                                                                     | 2. místo                                                                     | 3. místo                                                                         | Složení | Ref. |
| 14. prosinec 1986 | Cogne       | 4x10 km V   | –                                                                                         | –                                                                            | –                                                                                | muži    | -    |
| 14. prosinec 1986 | Val di Sole | 4x5 km K    | –                                                                                         | –                                                                            | –                                                                                | ženy    | -    |
| 20. prosinec 1986 | Cogne       | 4x5 km V    | –                                                                                         | –                                                                            | –                                                                                | ženy    | -    |
| 21. prosinec 1986 | Davos       | 4x10 km V   | –                                                                                         | –                                                                            | –                                                                                | muži    | -    |
| 11. leden 1987    | Calgary     | 4x5 km V    | –                                                                                         | –                                                                            | –                                                                                | ženy    | -    |
| 11. leden 1987    | Calgary     | 4x10 km V   | –                                                                                         | –                                                                            | –                                                                                | muži    | -    |
| 17. únor 1987     | Oberstdorf  | 4x10 km V * | Švédsko Erik Östlund Gunde Svan Thomas Wassberg Torgny Mogren                             | SSSR Alexandr Baťuk Vladimir Smirnov Michail Devjatjarov Vladimir Sachnov    | Norsko Ove Aunli Vegard Ulvang Pål Gunnar Mikkelsplass Terje Langli              | muži    |      |
| 17. únor 1987     | Oberstdorf  | 4x5 km V *  | SSSR Antonina Ordinová Nina Gavriljuková Larisa Ptitsyna Anfisa Rezcovová                 | Norsko Marianne Dahlmo Nina Skeime Anne Jahrenová Anette Bøe                 | Švédsko Magdalena Wallin Karin Lamberg-Skog Annika Dahlman Marie-Helen Westinová | ženy    |      |
| 1. březen 1987    | Lahti       | 4x5 km      | –                                                                                         | –                                                                            | –                                                                                | ženy    | -    |
| 8. březen 1987    | Falun       | 4x10 km K   | Švédsko Erik Östlund Torgny Mogren Thomas Wassberg Christer Majbäck                       | SSSR Alexandr Baťuk Vladimir Sachnov Alexander Uschkalenko Alexej Prokurorov | Norsko Pål Gunnar Mikkelsplass Vegard Ulvang Ove Aunli Terje Langli              | muži    |      |
| 19. březen 1987   | Oslo        | 4x10 km K   | Švédsko Jan Ottosson Thomas Wassberg Torgny Mogren Thomas Eriksson                        | Finsko Jari Laukkanen Harri Kirvesniemi Kari Ristanen Aki Karvonen           | Itálie Maurilio De Zolt Giorgio Vanzetta Marco Albarello Giuseppe Pulie          | muži    |      |
| 19. březen 1987   | Oslo        | 4x5 km K    | Norsko Trude Dybendahlová Brit Pettersenová Inger Helene Nybråten Grete Ingeborg Nykkelmo | Finsko Eija Hyytiäinen Marjo Matikainenová Pirkko Määttä Tuulikki Pyykkönen  | Norsko Marianne Dahlmo Anette Bøe Nina Skeime Anne Jahrenová                     | ženy    | -    |

- Poznámka: závody označené * byly součástí Mistrovství světa v klasickém lyžování 1987, výsledky se však započítavaly i do hodnocení Světového poháru

## Celkové pořadí
| Umístění | Lyžař             | Země          | Body |
| -------- | ----------------- | ------------- | ---- |
| 1.       | Torgny Mogren     | Švédsko       | 115  |
| 2.       | Thomas Wassberg   | Švédsko       | 98   |
| 3.       | Gunde Svan        | Švédsko       | 83   |
| 4.       | Vegard Ulvang     | Norsko        | 74   |
| 5.       | Vladimir Smirnov  | Sovětský svaz | 64   |
| 6.       | Alexej Prokurorov | Sovětský svaz | 62   |
| 7.       | Pierre Harvey     | Kanada        | 60   |
| 8.       | Thomas Eriksson   | Švédsko       | 59   |
| 9.       | Harri Kirvesniemi | Finsko        | 57   |
| 9.       | Kari Ristanen     | Finsko        | 48   |

| Umístění | Lyžařka                 | Země          | Body |
| -------- | ----------------------- | ------------- | ---- |
| 1.       | Marjo Matikainenová     | Finsko        | 127  |
| 2.       | Anfisa Rezcovová        | Sovětský svaz | 97   |
| 3.       | Marianne Dahlmo         | Norsko        | 95   |
| 4.       | Marie-Helen Westinová   | Švédsko       | 85   |
| 5.       | Brit Pettersenová       | Norsko        | 75   |
| 6.       | Anette Bøe              | Norsko        | 61   |
| 7.       | Evi Kratzerová          | Švýcarsko     | 60   |
| 8.       | Anne Jahrenová          | Norsko        | 59   |
| 9.       | Grete Ingeborg Nykkelmo | Norsko        | 53   |
| 10.      | Raisa Smetaninová       | Sovětský svaz | 51   |